# Berezeni (gmina)
Berezeni – gmina w Rumunii, w okręgu Vaslui. Obejmuje miejscowości Berezeni, Mușata, Rânceni, Satu Nou i Stuhuleț. W 2011 roku liczyła 4780 mieszkańców.